# Highway Rider
Highway Rider från 2010 är ett musikalbum med den amerikanske jazzpianisten Brad Mehldau.

## Låtlista
All musik är skriven av Brad Mehldau.

### Cd 1
1. John Boy – 3:16
2. Don't Be Sad – 8:41
3. At the Tollbooth – 1:8
4. Highway Rider – 7:46
5. The Falcon Will Fly Again – 8:22
6. Now You Must Climb Alone – 4:6
7. Walking the Peak – 8:0

### Cd 2
1. We'll Cross the River Together – 12:28
2. Capriccio – 5:21
3. Sky Turning Grey – 6:25
4. Into the City – 7:37
5. Old West – 8:29
6. Come with Me – 6:20
7. Always Departing – 6:21
8. Always Returning – 9:53

## Medverkande
- Brad Mehldau – piano (spår 1:1–5, 7, 2:1–6, 8), harmonium (spår 1:2, 2:3), synthesizer (spår 1:4), klockspel (spår 1:7, 2:1, 8)
- Joshua Redman – sopransax (spår 1:1, 5, 2:2, 8), tenorsax (spår 1:2, 7, 2:1, 3, 5)
- Larry Grenadier – bas (spår 1:2, 4, 7, 2:1, 3, 4, 6, 8)
- Jeff Ballard – slagverk (spår 1:1, 5, 2:2), trummor (spår 1:7, 2:1, 4, 6, 8)
- Matt Chamberlain – trummor (spår 1:2, 4, 5, 7, 8 2:2, 3)
- Orkester under ledning av Dan Coleman (spår 1:1, 2, 6, 7, 2:1, 7, 8)
- The Fleurettes – sång (spår 1:5)

## Listplaceringar
| Lista (2010)  | Topplacering |
| ------------- | ------------ |
| Grekland      | 13           |
| Frankrike     | 80           |
| Nederländerna | 83           |